# Чжао Вэй
Чжао Вэй (кит. упр. 赵薇, пиньинь Zhào Wēi; род. в 1976 году) — китайская актриса, кинорежиссер, продюсер, поп-певица и предприниматель. Известна также под своим английским именем как Вики Чжао. Лауреат многочисленных кинопремий.

## Биография
Чжао Вэй родилась в 1976 году в семье инженера и учительницы музыки. Второй ребёнок в семье. Во время учёбы в Пекинской киноакадемии, Чжао участвовала в различных кинопроектах. Её кинопрорывом стала роль в тайваньском сериале «Принцесса Жемчужина». В 1999 году, после успешного показа картины, Чжао также начала карьеру певицы. Мировую же известность актрисе принесла роль Хуа Мулань в фильме «Мулан», который был восторженно принят критиками. В 2013 дебютировала как режиссёр, поставив фильм Молодые, который получил хорошие кассовые сборы.
Наряду с Сюй Цзинлэй, Чжан Цзыи и Чжоу Сюнь считается одной из наиболее популярных китайских актрис нового поколения.

## Личная жизнь
В 2008 году вышла замуж за бизнесмена Ю Лонг Хуанга. 11 апреля 2010 года у них родилась дочь.

## Фильмография

### Фильмы
| Год  |   | Русское название                    | Оригинальное название | Роль                        |
| ---- | - | ----------------------------------- | --------------------- | --------------------------- |
| 1994 | ф | Душа живописца                      | 画魂                  |                             |
| 1995 | ф | За стеной позора                    | 女儿谷                | Дин Цзинъэр / 丁静儿        |
| 1996 | ф | Восточный дворец, Западный дворец   | 东宫西宫              | "Автобус" / “公共汽车”      |
| 1999 | ф |                                     | 缘，妙不可言          |                             |
| 2000 | ф |                                     | 决战紫禁之巅          |                             |
| 2001 | ф | Убойный футбол                      | 少林足球              | А-Мэй / 阿梅                |
| 2002 | ф |                                     | 夕阳天使              |                             |
| 2002 | ф | Китайская одиссея 2002              | 天下无双              | А-Фэн / 阿凤                |
| 2003 | ф | Герои Неба и Земли                  | 天地英雄              | Вэнь Чжу / 文珠             |
| 2003 | ф |                                     | 炮制女朋友            |                             |
| 2003 | ф | Зелёный чай                         | 绿茶                  | У Фан, Лан Лан / 吴芳, 朗朗 |
| 2004 | ф |                                     | 玉观音                |                             |
| 2005 | ф |                                     | 情人结                |                             |
| 2006 | ф | Жизнь моей тёти в эпоху постмодерна | 姨妈的后现代生活      | Лю Дафань / 刘大凡          |
| 2007 | ф | Длиннейшая ночь в Шанхае            | 夜。上海              | Линь Си / 林夕              |
| 2008 | ф | Битва у Красной скалы               | 赤壁                  | Сунь Шансян / 孙尚香        |
| 2008 | ф | Раскрашенная кожа                   | 画皮                  | Пэйжун / 佩蓉               |
| 2009 | ф | Великое дело основания государства  | 建国大业              | делегат НПКСК               |
| 2009 | ф | Мулан                               | 花木兰                | Хуа Мулань / 花木兰         |
| 2010 | ф | 14 клинков                          | 锦衣卫                | Цяо Хуа / 乔花              |
| 2012 | ф | Любовь                              | 爱                    | Цзинь Сяое / 金小叶         |
| 2012 | ф | Раскрашенная кожа 2                 | 画皮2                 | княжна Цзин / 靖公主        |
| 2014 | ф |                                     | 亲爱的                |                             |
| 2015 | ф | 12 золотых уток                     | 12金鸭                |                             |
| 2015 | ф | Голливудские приключения            | 横冲直撞好莱坞        | Вэй Вэй / 薇薇              |
| 2015 | ф | Затерянные в Гонконге               | 港囧                  | Цай Бо / 蔡菠               |
| 2016 | ф | Трое                                | 三人行                | Тун Цянь / 佟倩             |
| 2019 | ф |                                     | 两只老虎              |                             |

### Сериалы
| Год       |   | Русское название                      | Оригинальное название | Роль             |
| --------- | - | ------------------------------------- | --------------------- | ---------------- |
| 1996      | с |                                       | 姐姐妹妹闯北京        |                  |
| 1996      | с |                                       | 雨天有故事            |                  |
| 1997      | с |                                       | 大魔方                |                  |
| 1998—1999 | с | Возвращение Жемчужной принцессы       | 还珠格格              |                  |
| 1998      | с | Записки о путешествии Канси инкогнито | 康熙微服私访记        |                  |
| 1998      | с |                                       | 老房有喜              |                  |
| 2000      | с |                                       | 侠女闯天关            |                  |
| 2001      | с |                                       | 情深深雨濛濛          |                  |
| 2005      | с |                                       | 京华烟云              |                  |
| 2006      | с |                                       | 车神                  |                  |
| 2007      | с |                                       | 谢谢你曾经爱过我      |                  |
| 2009      | с |                                       | 一个女人的史诗        |                  |
| 2011      | с | Великий учитель Се Цзинь              | 大师谢晋              | играет саму себя |
| 2015      | с | Мама — тигр, папа — кот               | 虎妈猫爸              |                  |